# Мохамед Азхар
Мохамед Азхар (фр. Mohamed Azhar) (1945) — марокканський дипломат. Надзвичайний і Повноважний Посол Марокко в Україні (2000—2005).

## Життєпис
Народився в 1945 році. У 1968-му закінчив Паризький університет, економічний факультет. Володіє арабською, французькою та англійською мовами.
З 1968 по 1982 — співробітник Міністерства з питань планування Марокко.
З 1982 по 1985 — радник з економічних питань посольства Марокко в СРСР.
З 1985 по 1988 — Перший радник посольства Марокко в Бельгії.
З 1988 по 1991 — головний інженер, уповноважений з питань співробітництва з країнами Європи посольства Марокко в Бельгії.
З 1991 — начальник відділу співробітництва з країнами Європи МЗС Марокко.
З 2000 по 2005 — Надзвичайний і Повноважний Посол Марокко в Україні.